# Aisling Franciosi

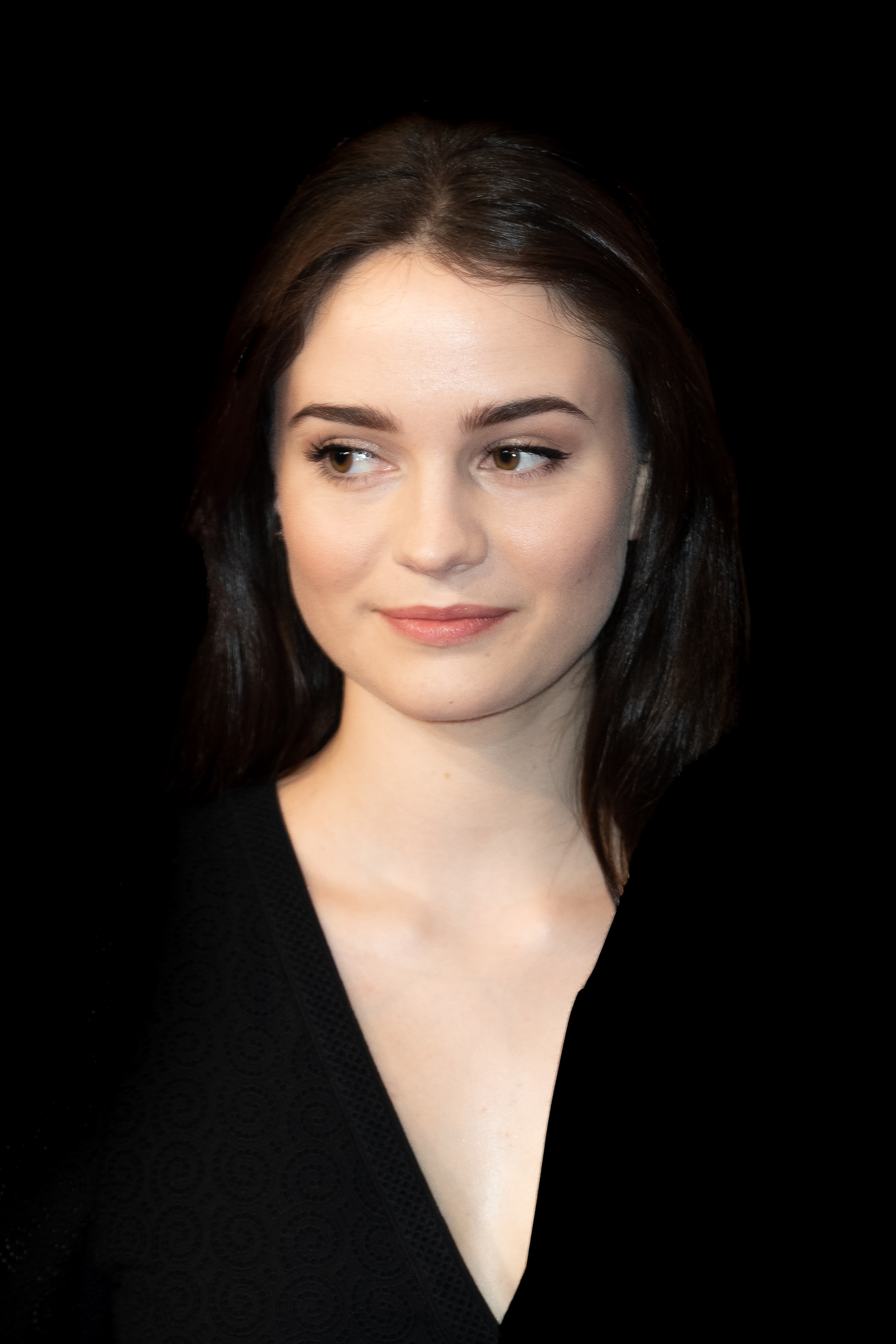
Aisling Franciosi (2019)

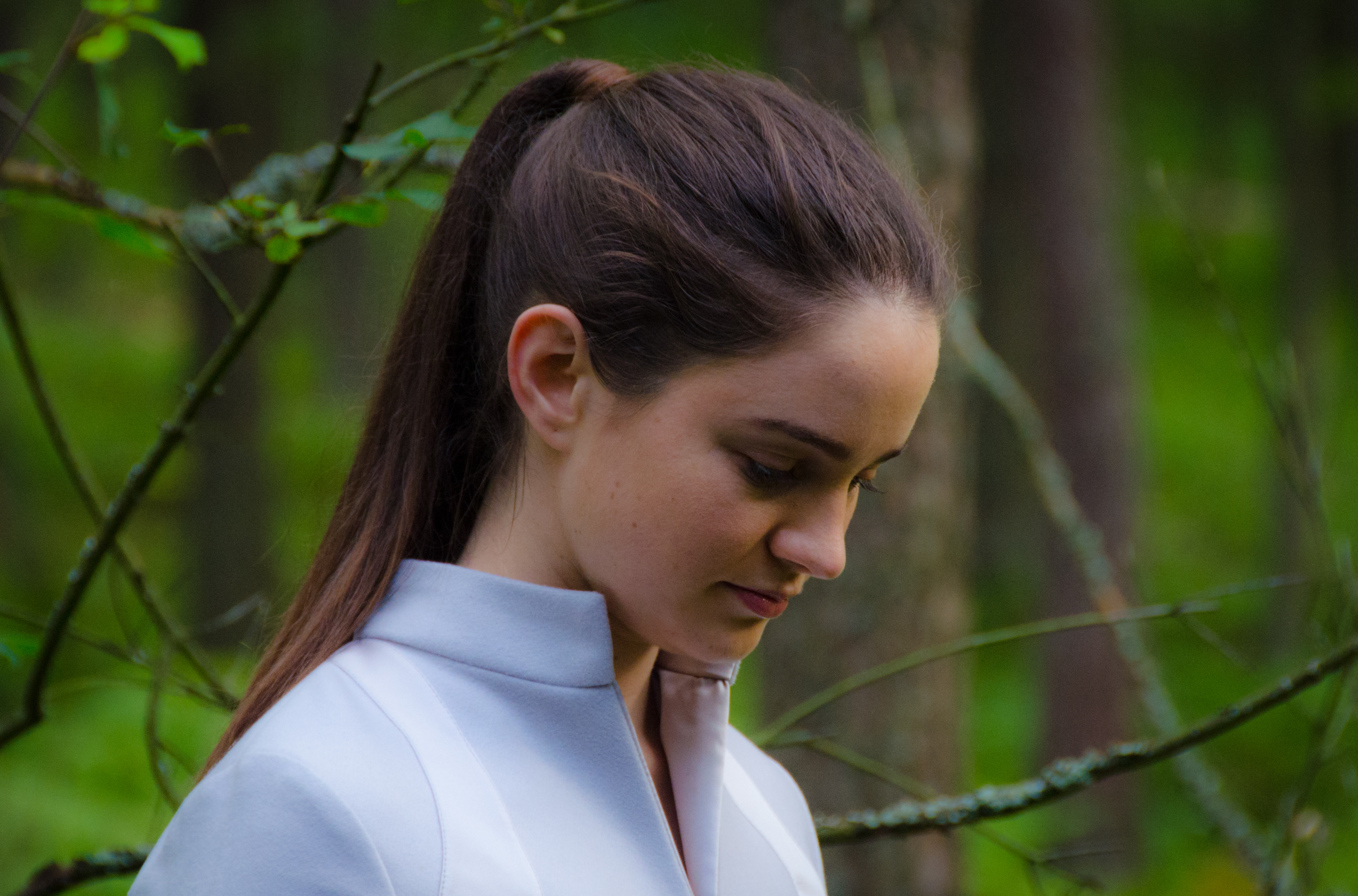
Aisling Franciosi (2016)

Aisling Franciosi [ˈæʃlɪŋ fɾanˈt͡ʃɪosɪ] (* 6. Juni 1993 in Dublin) ist eine irisch-italienische Schauspielerin.

## Leben und Karriere
Aisling Franciosi wurde 1993 als Tochter eines italienischen Herzchirurgen und einer irischen Lehrerin in Dublin geboren und verbrachte die ersten vier Jahre ihres Lebens in Mailand. Nach der Trennung ihrer Eltern wuchs sie bei ihrer Mutter in Dublin auf. Sie studierte Französisch und Spanisch am Trinity College Dublin, wechselte aber ins Schauspielfach. 2012 debütierte sie in einer Episode der Fernsehserie Trivia. Im deutschsprachigen Raum wurde Aisling Franciosi mit der Rolle des Teenagers Katie Benedetto in der 2015 im ZDF ausgestrahlten Krimiserie The Fall – Tod in Belfast einem breiteren Publikum bekannt. 2015 wirkte sie in mehreren Folgen der Fernsehserie Legends mit. Im Jahr 2018 spielte sie die Hauptrolle in Jennifer Kents historischem Rache-Thriller The Nightingale – Schrei nach Rache.

## Filmografie
- 2012: Trivia (Fernsehserie, Folge 2x05)
- 2013–2014, 2016: The Fall – Tod in Belfast (The Fall, Fernsehserie, 16 Folgen)
- 2014: Der Pathologe – Mörderisches Dublin (Quirke, Fernsehserie, 3 Folgen)
- 2014: Ambition (Kurzfilm)
- 2014: Jimmy’s Hall
- 2015: Vera – Ein ganz spezieller Fall (Vera, Fernsehserie, Folge 5x03)
- 2015: Legends (Fernsehserie, 10 Folgen)
- 2016–2017: Game of Thrones (Fernsehserie, 2 Folgen)
- 2017: Clique (Fernsehserie, 6 Folgen)
- 2018: Genius (Fernsehserie, 6 Folgen)
- 2018: The Nightingale – Schrei nach Rache (The Nightingale)
- 2020: Home
- 2020: I Know This Much Is True (Fernsehserie, 2 Folgen)
- 2020: Black Narcissus (Miniserie, 3 Folgen)
- 2021: The Unforgivable
- 2022: God’s Creatures
- 2023: Die letzte Fahrt der Demeter (The Last Voyage of the Demeter)
- 2024: Speak No Evil
- 2025: Twinless

## Auszeichnungen
- 2015: Irish Film and Television Awards: Auszeichnung als Beste Nebendarstellerin – Drama in The Fall
- 2019: European Shooting Star